# Monique Gabrielle
Monique Gabrielle, właściwie Katherine Gonzalez (ur. 30 lipca 1963 w Kansas City) – amerykańska aktorka i producentka filmowa, modelka. W grudniu 1982 została wybrana „Maskotką miesiąca” magazynu „Penthouse” i w swojej karierze występowała w wielu filmach erotycznych z gatunku softcore.

## Życiorys

### Wczesne lata
Urodziła się w Kansas City w stanie Missouri. Wychowywała się w Denver. Mając pięć lat wystąpiła w roli Anioła w kościelnym przedstawieniu. Uczęszczała do chrześcijańskiego liceum Denver Christian High School w Lakewood. Była wyśmiewana przez koleżanki i kolegów, że jest „najbrzydszą dziewczyną na świecie”. W wieku 17 lat zdobyła tytuł Miss America Legion. Po ukończeniu szkoły średniej, kolejnych tytułach królowej piękności i rozdaniu dyplomów przeprowadziła się wraz z rodzicami do Kalifornii, gdzie podjęła studia na Uniwersytecie Kalifornijskim w Los Angeles.

### Kariera
W 1982 roku, na krótko przed swoimi 20. urodzinami, została wybrana „Maskotką miesiąca” magazynu „Penthouse”. Zadebiutowała w parodii seriali medycznych Garry’ego Marshalla Zakochani młodzi lekarze (Young Doctors in Love, 1982) z Sean Young i Demi Moore. Krótko potem dostała nieco większą rolę jako Tessie w kolejnej komedii Rona Howarda Nocna zmiana (Night Shift, 1982) u boku Michaela Keatona, Shelley Long, Henry’ego Winklera, Shannen Doherty i Kevina Costnera, a następnie jako uczennica w kultowej parodii Spokojnie, to tylko awaria (Airplane II: The Sequel, 1982), na planie której spotkała m.in. Roberta Haysa i Julie Hagerty.
Wystąpiła w serii filmów dla dorosłych, jednocześnie przemykając na dalekim drugim planie w takich hitach jak melodramat muzyczny Adriana Lyne’a Flashdance (1983), dramat sensacyjny Więzienie kobiet (Chained Heat, 1983) z Lindą Blair, Johnem Vernonem, Stellą Stevens i Sybil Danning, komedia Wieczór kawalerski (Bachelor Party, 1984) z Tomem Hanksem, dramat muzyczny Larry’ego Peerce Trudne do utrzymania (Hard to Hold, 1984) z Rickiem Springfieldem czy komedia Wielki zakład (The Big Bet, 1985) z Sylvią Kristel.
Przełomem w jej karierze filmowej była rola Emmanuelle w Emmanuelle 5 (1986) w reżyserii Waleriana Borowczyka, kontrowersyjnego polskiego twórcy z zamiłowaniem do ostrej erotyki. Film niespecjalne spodobał się krytykom, ale przyciągnął do kina publiczność, zwłaszcza we Francji, w której Borowczyk był cenionym reżyserem. Sukces kasowy piątej części słynnej erotycznej serii sprawił, że powstały jeszcze kolejne części, choć już bez Monique Gabrielle. Wtedy też wyszło na jaw, że aktorka pod pseudonimem Luana Chass brała udział w produkcji pornograficznej Caballero Home Video Up 'n Coming (1982) z Johnem Holmesem, Tomem Byronem i Herschelem Savage i Collector's Video Bad Girls IV (1986) ze Stacey Donovan, Jamie Gillisem, Richarda Pacheco i Ronem Jeremy.
Zagrała w filmach Jima Wynorskiego: Łowca śmierci II (Deathstalker II, 1987) jako barbarzyńska wojowniczka, Nie z tej ziemi (Not of This Earth, 1988) z Traci Lords i Mary Woronov, Powrót potwora z bagien (The Return of Swamp Thing, 1989) jako czarny charakter Panna Poinsettia z Heather Locklear.
W 1997 trafiła na piąte miejsce listy „Najseksowniejsza królowa kina klasy B fantastki naukowej” magazynu „Femme Fatales”.
W latach 90. grała sporadycznie główne role w filmach przeznaczonych od razu na rynek VHS, w tym w animowanej komedii grozy Freda Olena Raya Demonzla (Evil Toons, 1992) z Davidem Carradine, komedii romantycznej Plaża cudów (Miracle Beach, 1992) z Alexisem Arquette, dramacie Chemia ciała 2: Głos obcego (Body Chemistry II: Voice of a Stranger, 1992) z Gregory Harrisonem i Jeremy Pivenem czy dreszczowcu Angel Eyes (1993) z Erikiem Estradą, Johna Phillipa Law, Richarda Harrisona i Freda Olena Raya. Coraz częściej skłaniała się też w stronę ostrej erotyki, występowała wielokrotnie z gwiazdą kina kultowego, Julie Strain, m.in. w dramacie The Lair of Sinful Thoughts (2000). Ostatnią rolę zagrała w komedii Planeta erotycznych małp (Planet of the Erotic Ape, 2002), w którym nienawidzące mężczyzn amazonki biorą sobie na kochanków małpy.
Przez jakiś czas prowadziła też wytwórnię filmów dla dorosłych Monique's Purrfect Productions.

## Życie prywatne
Związana była z Jimem Wynorskim. Spotykała się z aktorem porno Jerrym Butlerem (1982) i Davidem Cassidy (1993). W 2003 wyszła za mąż za reżysera i producenta filmów pornograficznych Tony’ego Angove.

## Wybrana filmografia
- 1982: Zakochani młodzi lekarze (Young Doctors in Love)
- 1982: Spokojnie, to tylko awaria (Airplane II: The Sequel) jako uczennica
- 1983: Flashdance jako striptizerka
- 1984: Wieczór kawalerski (Bachelor Party) jako Tracey
- 1990: Hard to Die jako dziewczyna (w czołówce jako Lucy Burnett)
- 1990: Życie jak sen (Dream On) jako Scuba Lady
- 1995: Kochany urwis 3 (Problem Child 3: Junior in Love, TV) jako blondynka